# Powiat Glatz
Powiat Glatz (niem. Landkreis Glatz, pol. powiat kłodzki) – prusko-niemiecka jednostka administracyjna istniejąca między 1816, a 1945 r. wchodząca w skład prowincji prowincji śląskiej (do 1919 r.), a następnie prowincji dolnośląskiej. Obszarowo był dużo mniejszy od obecnego powiatu kłodzkiego.

## Historia
Landkreis Glatz (powiat kłodzki) był częścią dawnego hrabstwa kłodzkiego, które stało się częścią Prus w 1763 r. w wyniku wojen śląskich prowadzonych z Austrią. W latach 1815–1816 wprowadzono w Prusach jednostkę administracyjną rejencję jako pośredni szczebel administracji pomiędzy prowincją a powiatem. Powiat Glatz należał do pruskiej prowincji śląskiej i do nowo utworzonej rejencji w Dzierżoniowie. Siedzibą starosty, urzędu powiatowego i sejmiku powiatowego było Kłodzko.
24 stycznia 1818 r. miała miejsce kolejna zmiana administracyjna, w wyniku której podzielono powiat Glatz na dwa mniejsze:
- Powiat Glatz – składający się z 4 dystryktów w: Kłodzku, Lewinie, Nowej Rudzie i Radkowie
- Powiat Habelschwerdt – składający się z 2 dystryktów w: Bystrzycy Kłodzkiej (Habelschwerdt) i Lądku Zdroju

2 maja 1855 r. miała miejsce kolejna reforma, wydzielono wtedy z powiatu Glatz 2 dystrykty północno-zachodnie (Radków i Nowa Ruda) tworząc nowy powiat w Nowej Rudzie.
1 października 1932 r. połączono powiat Glatz z powiatem Neurode tworząc nowy powiat Glatz. Przy tej okazji poszerzono go o 2 gminy wiejskie: Neu Wilmsdorf (poprzednio w powiecie Habelschwerdt) i Wiltsch (z powiatu Frankenstein). 1 stycznia 1945 r. powiat Glatz liczył 5 miast, 96 gmin i 1 dobra dziedziczne.
W maju 1945 r. do powiatu wkroczyła Armia Czerwona. Administrację w powiecie przejęli Polacy, którzy utworzyli na tym terenie powiat kłodzki, pokrywający się pod względem zajmowanego obszaru z powiatem Glatz.

## Zmiany nazw miejscowości w 1938 r.
Władze III Rzeszy chcąc zatrzeć słowiańskie nazwy niektórych miejscowości, w tym z tzw. czeskiego kątka dokonały zmiany tych nazw:
- Hallatsch → Hallgrund (obecnie Gołaczów)
- Koritau → Kartau (Korytów)
- Labitsch → Neissenfels (Ławica)
- Löschney → Talheim (Leśna)
- Lewin → Hummelstadt (Lewin Kłodzki)
- Nerbotin → Markrode (Witów)
- Morischau → Neißtal (Morzyszów)
- Pischkowitz → Schloßhübel (Piszkowice)
- Poditau → Neißgrund (Podtynie)
- Schlaney → Schnellau (Słone – dzielnica Kudowy-Zdroju)
- Straußeney → Straußdörfel (Pstrążna)
- Tscherbeney → Grenzeck (Czermna – dzielnica Kudowy-Zdroju)

## Landraci (1816–1945)
- 1816–1818 Wilhelm von Hertzberg[3]
- 1818–1819 Friedrich Andreas von Falkenhausen
- 1819–1824 Felix Anton von Thassul zu Daxberg
- 1824–1839 Ernest von Köller
- 1839–1855 Constantin von Zedlitz-Neukirch(inne języki)
- 1855–1892 Carl von Seherr-Thoß(inne języki)
- 1892–1900 Arthur Bartels(inne języki)
- 1901–1913 Georg von Steinmann(inne języki)
- 1913–1916 Rudolf von Zastrow
- 1916–1919 Constantin von Jerin(inne języki)
- 1920–1933 dr Franz Peucker(inne języki)
- 1933–1934 dr Artur Joachim (landrat komisaryczny)
- 1934–1937 dr Georg Horstmann(inne języki)
- 1937–1945 Heinrich Klosterkemper(inne języki) (w latach 1941–1945 przebywał w Berlinie, zastępował go J. V. Spreu)[4]

## Ludność (1889–1939)
- 1885 r. – 64 442,
- 1890 r. – 62 956, z czego: 4013 ewangelicy, 58 685 katolicy, 244 Żydów
- 1900 r. – 60 819, z czego: 4407 ewangelicy, 56 202 katolicy
- 1910 r. – 64 852, z czego: 5895 ewangelicy, 58 719 katolicy
- 1925 r. – 66 905, z czego: 7905 ewangelicy, 58 457 katolicy, 86 inni chrześcijanie, 215 Żydów
- 1933 r. – 124 507, z czego: 13 501 ewangelicy, 109 867 katolicy, 32 inni chrześcijanie, 194 Żydów
- 1939 r. – 123 130, z czego: 13 953 ewangelicy, 107 228 katolicy, 94 inni chrześcijanie, 38 Żydów

## Podział administracyjny
1 stycznia 1945 powiat dzielił się na:
- 5 miast: Glatz, Neurode, Wünschelburg, Reinerz i Hummelstadt
- 96 gmin wiejskich,
- 1 szlacheckie dobra dziedziczne.